# Muriceides nigra
Muriceides nigra is een zachte koraalsoort uit de familie Plexauridae. De koraalsoort komt uit het geslacht Muriceides. Muriceides nigra werd in 1912 voor het eerst wetenschappelijk beschreven door Nutting. 